# Каджеромъёль (приток Чикшины)
Каджеромъёль (устар. Коджеромъёль) — река в России, протекает по Республике Коми. Устье реки находится в 103 км по правому берегу реки Чикшина. Длина реки составляет 13 км.

## Этимология гидронима
Гидроним означает «плёс, прямое русло меж излучин реки» и происходит из языка коми, где кӧдж — «излучина», орӧм — «разрыв», ёль — «ручей».

## Данные водного реестра
По данным государственного водного реестра России относится к Двинско-Печорскому бассейновому округу, водохозяйственный участок реки — Печора от водомерного поста у посёлка Шердино до впадения реки Уса, речной подбассейн реки — бассейны притоков Печоры до впадения Усы. Речной бассейн реки — Печора.
Код объекта в государственном водном реестре — 03050100212103000064143.